# Erica stylaris
Erica stylaris là một loài thực vật có hoa trong họ Thạch nam. Loài này được Spreng. mô tả khoa học đầu tiên năm 1825.